# Tua (stacja kolejowa)
Tua (port: Estação Ferroviária do Tua) – stacja kolejowa w Tua, w dystrykcie Bragança, w Portugalii. Znajduje się na Linha do Douro i Linha do Tua. Została otwarta w 1883.